# مرغ همسایه
مرغ همسایه فیلمی به کارگردانی محمود کوشان و نویسندگی پرویز خطیبی محصول سال ۱۳۵۳ است.

## خلاصه داستان
ژاله (شورانگیز طباطبائی) و برادرش اسماعیل (سیدعلی میری) در خانه‌ای مستأجرند...

## بازیگران
- شورانگیز طباطبایی
- امیرفخرالدین شیرازی
- سیدعلی میری
- روح‌اله مفیدی
- رضا رخشانی
- دیانا
- علی زاهدی
- مهری ودادیان
- جمشید مهرداد